# Algimantas Maknys
Algimantas Maknys (* 29. September 1949 in Dvarciškė, Rajongemeinde Lazdijai) ist ein litauischer Politiker, Bürgermeister von Druskininkai.

## Leben
Nach dem Abitur 1967 in Druskininkai absolvierte er 1972 das Diplomstudium der Elektromechanik am Kauno politechnikos institutas und wurde Ingenieur.
Er arbeitete im Unternehmen UAB „Druskininkų statyba“ als Ökonom, ab 2000 als stellv. Direktor für Wirtschaft.
Von 1987 bis 1988 war er Deputat, ab 1997 Mitglied im Stadtrat  Druskininkai, von 1997 bis 2000 Bürgermeister der Gemeinde Druskininkai.
Seit 1993 ist er Mitglied von Tėvynės sąjunga - Lietuvos krikščionys demokratai.
Er ist verheiratet. Mit Frau Zinaida, hat er Kinder Marius, Virginija, Algimantas, Aurelija.